# Alternaria peponicola
Alternaria peponicola är en svampart som först beskrevs av Gottlob Ludwig Rabenhorst, och fick sitt nu gällande namn av E.G. Simmons 1982. Alternaria peponicola ingår i släktet Alternaria och familjen Pleosporaceae.   Inga underarter finns listade i Catalogue of Life.